# Borzymowice
Borzymowice – wieś w Polsce położona w województwie kujawsko-pomorskim, w powiecie włocławskim, w gminie Choceń.
W latach 1954-1961 wieś należała i była siedzibą władz gromady Borzymowice, po jej zniesieniu w gromadzie Choceń. W latach 1975–1998 miejscowość administracyjnie należała do województwa włocławskiego. Według Narodowego Spisu Powszechnego (III 2011 r.) liczyła 314 mieszkańców. Jest szóstą co do wielkości miejscowością gminy Choceń. Wieś leży nad jeziorem Borzymowskim.